# أندي إليس
أندي إليس (بالإنجليزية: Andy Ellis)‏ هو لاعب دوري الرغبي بريطاني، ولد في 15 ديسمبر 1984 في دربي في المملكة المتحدة.